# Felsőhomoród
Felsőhomoród (románul Homorodu de Sus) falu Romániában, Szatmár megyében. Középhomoród községközponthoz tartozik.

## Fekvése
Szatmárnémetitől délkeletre, a Bükk-hegység nyugati lejtője alatt, Bükkszoldobágy mellett fekvő település.

## Nevének eredete
Nevét a rajta keresztülfolyó Homoród-patakról kapta.

## Története
1390 után említették először nevét Homorod néven.
1424-ben Felsehomoprod, Naghomorod, Megerlehomorodként írták a három részből álló Homorogd falut.
1390 után az Erdőalja kerületbe tartozó királyi falut Mária királynő Szász fiainak, Balk mesternek, vajdának, Drág vajdának, a Bélteki család őseinek  és Jánosnak adományozta.
1424-ben Bélteki Balk fia: Sandrin fiai: János és László, valamint Drág fiai: György és Sandrin megosztoztak birtokaikon.
A három részből álló román lakosságú birtokból Felsőhomoród Balk ágának, míg Nagyhomoród és Megyerlehomoród Drág ágának jutott.
1424-ben említették Renthe-i Barta, Homorod-i Paska és Csaholc-i Lőkös nevű jobbágyokat is.
A 20. század elején Szatmár vármegye Erdődi járásához tartozott.
Felsőhomoródnak 1910-ben 474 lakosa volt, ebből 6 magyar, 8 német, 460 román, melyből 6 római katolikus, 460 görögkatolikus, 7 izraelita volt.